# Сент-Эстев-Жансон
Сент-Эстев-Жансон (фр. Saint-Estève-Janson) — коммуна на юго-востоке Франции в регионе Прованс — Альпы — Лазурный Берег, департамент Буш-дю-Рон, округ Экс-ан-Прованс, кантон Пелиссан.
Площадь коммуны — 8,25 км², население — 337 человек (2006) с тенденцией к росту: 359 человек (2012), плотность населения — 43,5 чел/км².

## Население
Население коммуны в 2011 году составляло 356 человек, а в 2012 году — 359 человек.
| 1962 | 1968 | 1975 | 1982 | 1990 | 1999 | 2006 | 2007 | 2011 | 2012 |
| ---- | ---- | ---- | ---- | ---- | ---- | ---- | ---- | ---- | ---- |
| 137  | 117  | 130  | 202  | 234  | 302  | 337  | 342  | 356  | 359  |

Динамика населения:

## Экономика
В 2010 году из 225 человек трудоспособного возраста (от 15 до 64 лет) 175 были экономически активными, 50 — неактивными (показатель активности 77,8%, в 1999 году — 74,8%). Из 175 активных трудоспособных жителей работали 162 человека (84 мужчины и 78 женщин), 13 числились безработными (5 мужчин и 8 женщин). Среди 50 трудоспособных неактивных граждан 15 были учениками либо студентами, 22 — пенсионерами, а ещё 13 — были неактивны в силу других причин.
На протяжении 2010 года в коммуне числилось 135 облагаемых налогом домохозяйств, в которых проживало 339,0 человек. При этом медиана доходов составила 22 тысячи 810 евро на одного налогоплательщика.